# Жълт костур
Жълтият костур (Perca flavescens) е типичен за САЩ и Канада, където е познат само като костур. Живее до 11 години и на дължина достига до над половин метър. Рекордният улов е 1,91 кг край Бордънтаун, щата Ню Джърси, САЩ.